# 이나가키 시게토미
이나가키 시게토미(일본어: 稲垣重富, 1673년 ~ 1710년 5월 15일)는 에도 시대 전기의 다이묘이다. 미카와 가리야 번 제3대 번주, 가즈사 오타키번주, 시모쓰케 가라스야마 번 초대 번주를 지냈다. 도바 번 이나가키 씨(鳥羽藩稲垣氏) 제4대 당주.
| 전임 이나가키 시게아키 | 제3대 미카와 가리야 번 번주 (이나가키가) 1688년 ~ 1702년 | 후임 아베 마사하루 |

| 전임 아베 마사하루 | 오타키번 번주 (이나가키가) 1702년 | 후임 마쓰다이라 마사히사 |

| 전임 나가이 나오히로 | 제1대 가라스야마 번 번주 (이나가키가) 1702년 ~ 1710년 | 후임 이나가키 데루카타 |